# كتلة التقدم الهندي

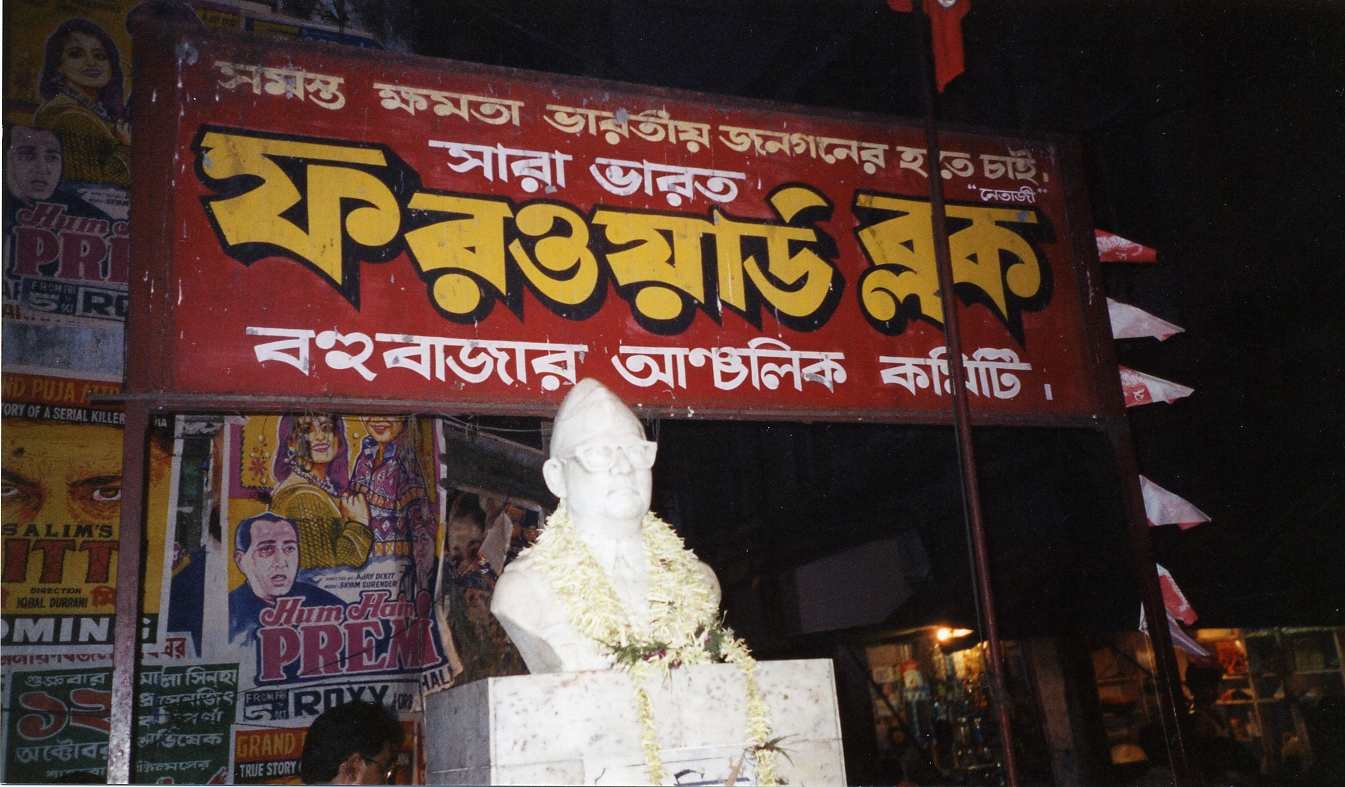

كتلة التقدم الهند (All India Forward Bloc) هو حزب سياسي قومي في الهند.
تأسس الحزب في عام 1939 بواسطة سوبهاس شاندرا بوس.
أمين عام الحزب هو ديبراتا بيسواس.
المنظمة الشبابية للحزب هي اتحاد الشبيبة الهند.
في الانتخابات البرلمانية لعام 2004 حصل الحزب على 1365055 صوت (0.2%, 3 مقاعد).

## مواقع خارجية
- www.forwardbloc.org